# Fanerofity

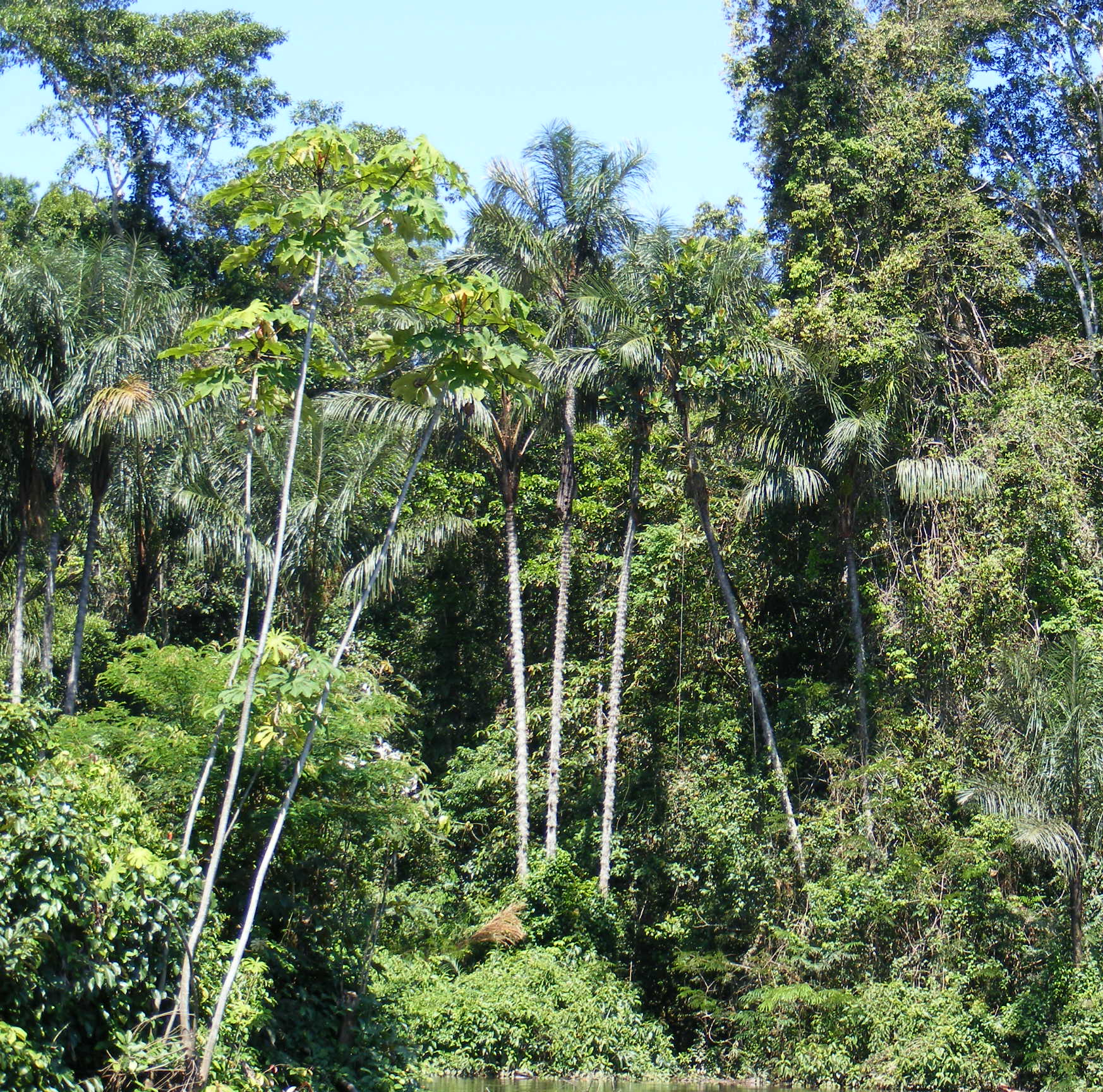
Fanerofity dominują w lasach tropikalnych

Fanerofity (gr. phaneros = jawny, phyton = roślina), rośliny jawnopączkowe – jedna z form życiowych roślin z klasyfikacji opracowanej przez Christena Raunkiæra. Obejmuje rośliny o pędach wzniesionych, odnawiające się z pąków znajdujących się co najmniej 0,5 m nad ziemią. Do grupy tej należą wszystkie drzewa, większe krzewy i liany, zarówno te zrzucające liście na zimę, jak i te o zimozielonych liściach. W klimacie tropikalnym do fanerofitów należą także wieloletnie, wysokie rośliny zielne. W niektórych ujęciach do fanerofitów zaliczane są także epifity, które w nowszych źródłach są wyodrębniane w osobną grupę. Fanerofity odgrywają istotną rolę w formacjach leśnych, przy czym dominują w składzie gatunkowym wilgotnych lasów równikowych, podczas gdy w lasach strefy umiarkowanej ustępują hemikryptofitom.
U fanerofitów żyjących w klimacie zimnym pąki, z których na wiosnę rozwiną się pędy, liście i kwiaty (tzw. pąki zimowe lub spoczynkowe) nie są zimą chronione przez warstwę gleby, śniegu, czy obumarłych liści. Ochronę przed gwałtownymi zmianami temperatury oraz uszkodzeniami mechanicznymi zapewniają im okrywające je łuski pąkowe.

## Podział fanerofitów
Wśród fanerofitów wyróżnia się następujące podgrupy form życiowych ze względu na wysokość:
- megafanerofity (makrofanerofity) – wysokie drzewa osiągające ponad 30 m wysokości,
- mezofanerofity – drzewa o średniej wysokości z przedziału 8–30 m,
- mikrofanerofity – niskie drzewa, wysokie krzewy i liany osiągające 2–8 m wysokości,
- nanofanerofity – krzewy i byliny zimotrwałe o wysokości poniżej 2 m.

Fanerofity dzieli się także ze względu na trwałość liści i budowę pąków:
- rośliny zimozielone z pąkami bez łusek,
- rośliny zimozielone z pąkami chronionymi łuskami,
- rośliny z liśćmi opadającymi, zwykle z pąkami okrytymi łuskami.